# Мария Склирена
Мария Склирена (греч. Μαρία Σκλήραινα; ум. ок. 1045, Константинополь) — византийская севаста, любовница императора Константина IX Мономаха.
По одной из версий — мать Мономахини и бабушка русского князя Владимира Мономаха.

## Биография

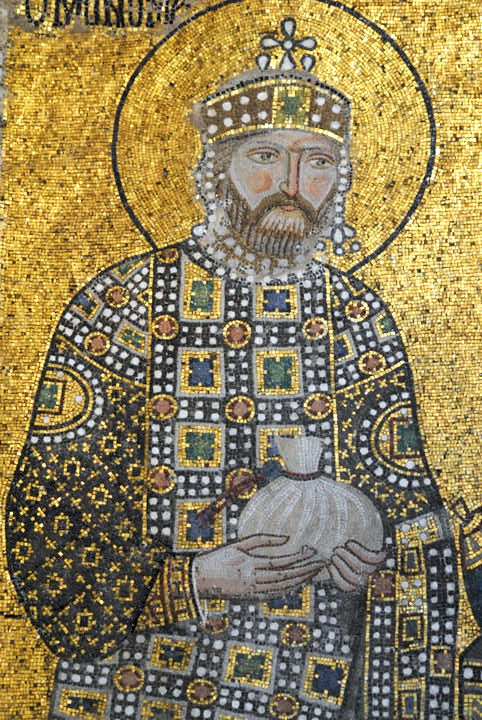
Константин IX Мономах

Мария происходила из аристократического рода Склиров и была племянницей или двоюродной сестрой второй жены Константина Елены. С Марией Константин сошёлся после смерти Елены в середине 1030-х годов. Константин не вступил с ней в брак и по словам Пселла «склонил к незаконному сожительству племянницу покойной, красивую и вообще-то целомудренную девушку… то ли он соблазнил её подарками, то ли обольстил любовными речами, то ли воспользовался какими-то иными средствами». Мария проявляла самоотверженную любовь к Константину и после его опалы и ссылки на Лесбос продала все свои имения, последовала за ним и прожила на острове семь лет.
Мария надеялась, что Константин взойдёт на престол и вступит с ней в брак, но её надежды не оправдались. В 1042 году Константин становится византийским императором благодаря браку с Зоей Порфирородной. При этом он не забыл свою давнюю любовь и уговорил Зою вернуть Марию в столицу. Императрица направила любовнице своего мужа письмо, пообещав «благосклонный прием». По приезде Марии выделили скромное жилище и небольшую свиту. Её дом император, чтобы иметь возможность навещать Марию, объявил своими палатами и начал его перестройку, приезжая надзирать за работами.
Вскоре Константин добился чтобы Мария была поселена в императорском дворце. Он даже уговорил Зою составить «грамоту о дружбе» и даровать Склирене титул севасты, в результате чего во дворце её стали именовать госпожой и царицей. Иоанн Скилица сообщает, что 9 марта 1043 года народ начал протестовать против возвышения Склирены и вышел на улицы с криками: «Не хотим Склирену царицей, да не примут из-за неё смерть матушки наши Зоя и Феодора!». Усмирить толпу удалось только вышедшим на балкон дворца Зое и Феодоре.
Современник Марии Михаил Пселл дал ей следующую характеристику:

В её внешности не было ничего замечательного, но не давала она поводов и для осуждения или насмешек; что же касается её нрава и ума, то первый мог смягчить и камень, а другой способен был постичь что угодно; несравненной была и её речь: утончённая, украшенная цветами красноречия, ритмизированная, как у искусных ораторов; сладостные слова сами собой струились с её уст и придавали говорящей несказанную прелесть. Нередко покоряла она и моё сердце вопросами об эллинских мифах и сама добавляла, если ей довелось что-нибудь услышать по этому поводу от знатоков. Слух у неё был чутким, как ни у какой другой женщины, и связано это, как я полагаю, не с её природой, а с тем, что все кругом, и она знала это, судачили на её счет; слово, процеженное сквозь зубы, было для неё уже молвой, а шепот давал основания для подозрений.
— Михаил Пселл. Хронография. 6.LX
Около 1045 года Мария заболела и умерла: «лечение не помогало, грудь у неё болела, дышать ей было очень больно». Константин тяжело переживал смерть своей возлюбленной, он похоронил её в Манганском монастыре рядом с гробницей, подготовленной для его погребения. Пселл посвятил Марии длинную и выспреннюю стихотворную эпитафию.